# 4-es típusú közepes harckocsi
A 4-es típusú (四式中戦車 チト ; Jonsiki csúszensa Csi-To; Hepburn: Yonshiki chūsensha Chi-To, ’4-es típusú közepes harckocsi’; közismertebb nevén:  Type 4 Chi-To) közepes harckocsi. Ez volt a legfejlettebb japán háborús harckocsi, ami teljesen el is készült. Azonban a második világháború befejezésig csupán két darabot építettek. Sokan a német Párduc harckocsi japán másolatának tartják.

## Tervezés

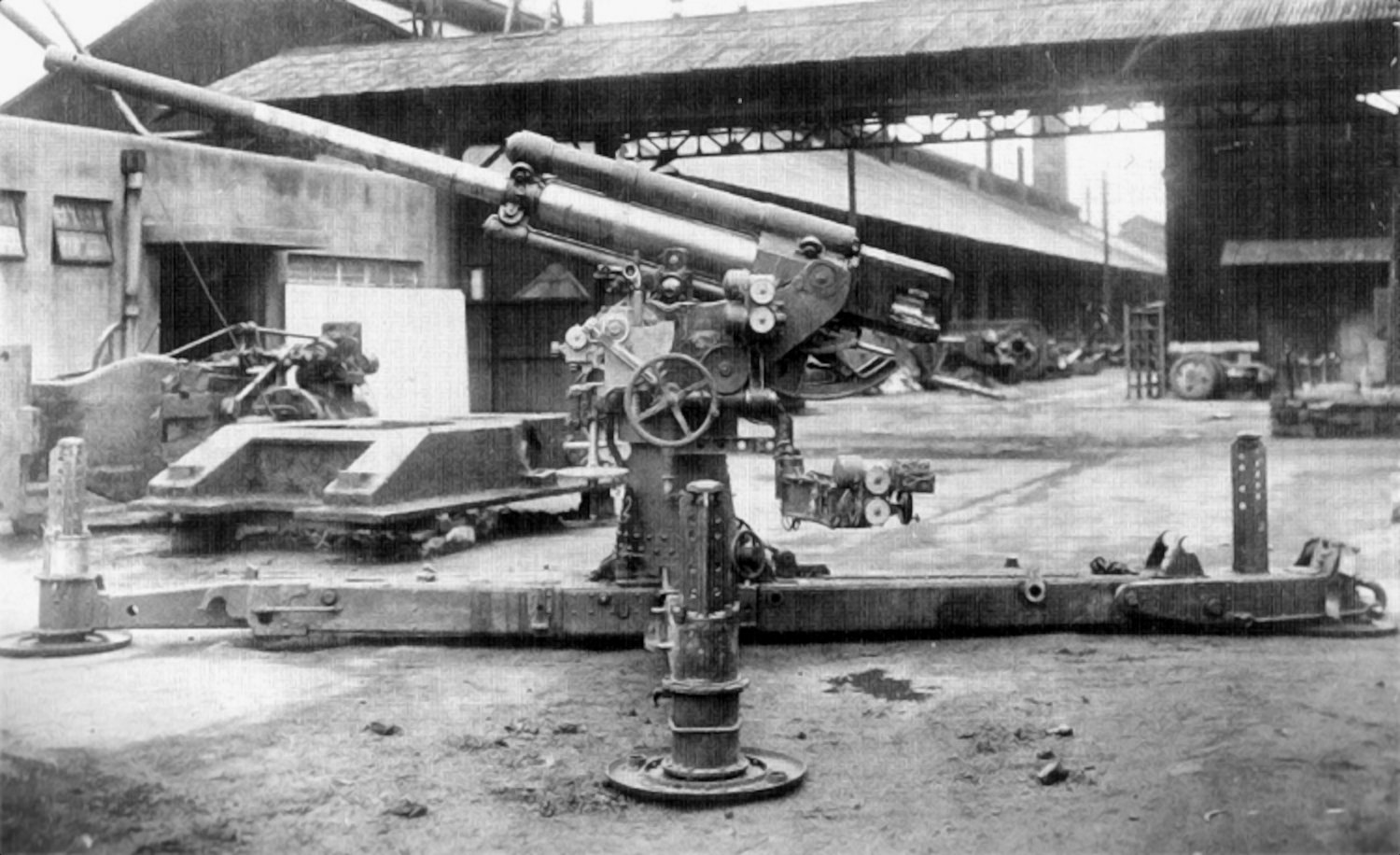
A 4-es típusú 75 mm-es légvédelmi löveg

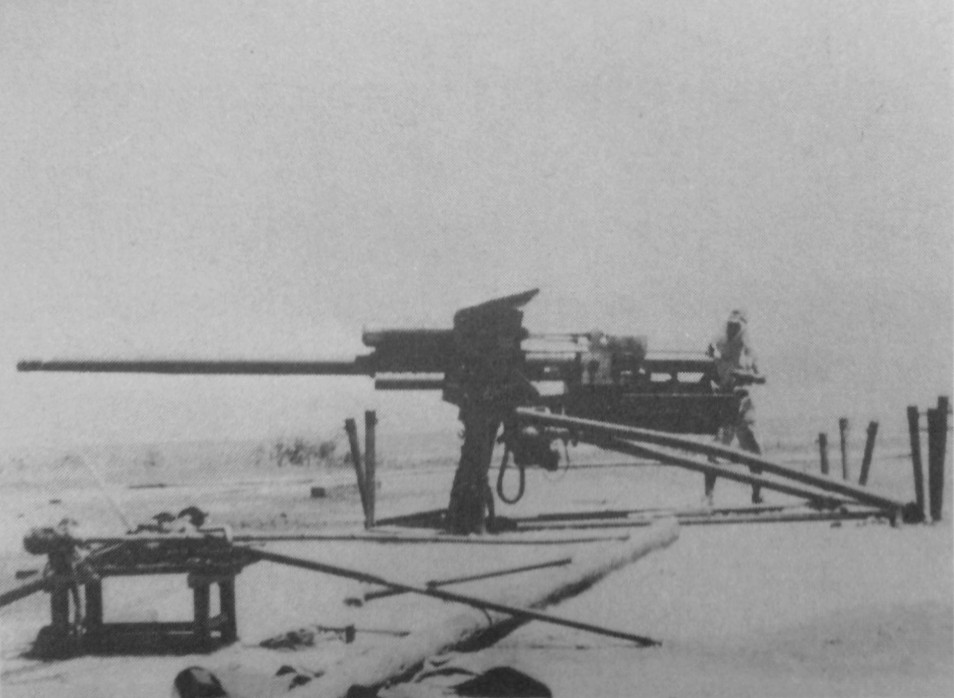
A 75mm-es 5-ös típusú félautomata páncéltörő löveg

1943-ban kezdődött a tervezése, de leginkább csak 1944-től kezdett komolyabb tempóban haladni a fejlesztés. Fejlesztéséhez felhasználták azokat az adatokat, amit Japánba utazó német mérnökök vittek a Párduc harckocsiról. A 97-es típusú SinHoTo Csi-Ha leváltására szánták.  Megjelenésében is emlékeztetett a Csi-Hára ám annál jóval nagyobb méretű volt. Az első prototípust 1944-ben adták át ám a sorozatgyártást megakadályozta a nyersanyaghiány és az amerikai bombázások. A tervek szerint a Mitsubishi Nehéz Iparműveknél havonta 25 darabot készítettek volna, de más gyárak a súlyos bombázások miatt már nem tudtak volna átállni a típus gyártására. 1945-ben hat alváz és két teljesen befejezett típus került csak elő. A háború végén már nem lett volna lehetőség, hogy a távoli harcmezőkre eljuttassák a típust így leginkább a japán anyaföld védelménél használták volna. A tervek szerint páncélos hadosztályokat állítottak volna fel a típusból és ezeket vetették volna be az amerikai invázió ellen, ha partra szállnak Japánban.  Azonban a háború véget ért és az invázió is elmaradt valamint a két kész darab se került ki a csapatokhoz.
A 30 tonnás Csi-To tömege a többi japán tankhoz képest nagy volt. Azonban páncélzata hegesztett lemezekből állt, ezzel jóval ellenállóbbnak bizonyult volna, mint a korábbi szegecselt páncélzattal készült japán harckocsik. Elülső páncélvastagsága 75 mm volt, ezzel védelme jónak számított. Személyzete öt főből állt. Felfüggesztése a legtöbb japán harckocsihoz hasonlóan spirális volt és hét futógörgővel szerelték fel lánctalpanként. Meghajtásáról egy 400 lóerős 37 700 cm³-es  V12-es Mitsubishi 4-es típusú dízelmotor gondoskodott, ami az elöl lévő láncmeghajtó kereket forgatta meg. Ez jelentősen erősebb volt, mint a Csi-Nu 240 lóerős motorja. Sebessége ezzel elég jelentős 45 km/h lett volna, valamint terepjáró képessége is megfelelt a célnak. Fegyverzete egy 5-ös típusú 75 mm-es L/56-os félautomata lövegből állt volna. Ezt a löveget a 4-es típusú légvédelmi lövegből alakították ki és páncélátütése jónak számított. A löveget egy nagyméretű, hatszögletű toronyba építették be és függőlegesen -10 és +25 fok közt lehetett kitéríteni. Két darab 7,7 mm-es 97 típusú géppuskával szerelték még fel. Egyik a toronyba jobbra féloldalasan, másik a frontpáncélzatba került beépítésre. Egy harmadik géppuskát is fel lehetett volna szerelni a torony tetejére, amit a légi célpontok ellen lehetett volna használni. A Csi-To valószínűleg már hatékonyan tudta volna felvenni a harcot az olyan szövetséges harckocsik ellen mint az M4 Sherman, de ez a kis darabszám a nyersanyaghiány, valamint a japán gyárak rossz állapota miatt nem történt meg.
A háború után az egyik harckocsit lefoglalta az amerikai hadsereg. A másikat állítólag 1945 augusztusában a Sizuoka prefektúrában lévő Hamana-tóba süllyesztették el az amerikaiak elől. 2012 novembere óta búvárokkal és hanglokátorokkal is keresik a páncélost és a kutatásba bekapcsolódott egy víz alatti területek feltérképezésével foglalkozó cég is, de eddig nem jártak eredménnyel.

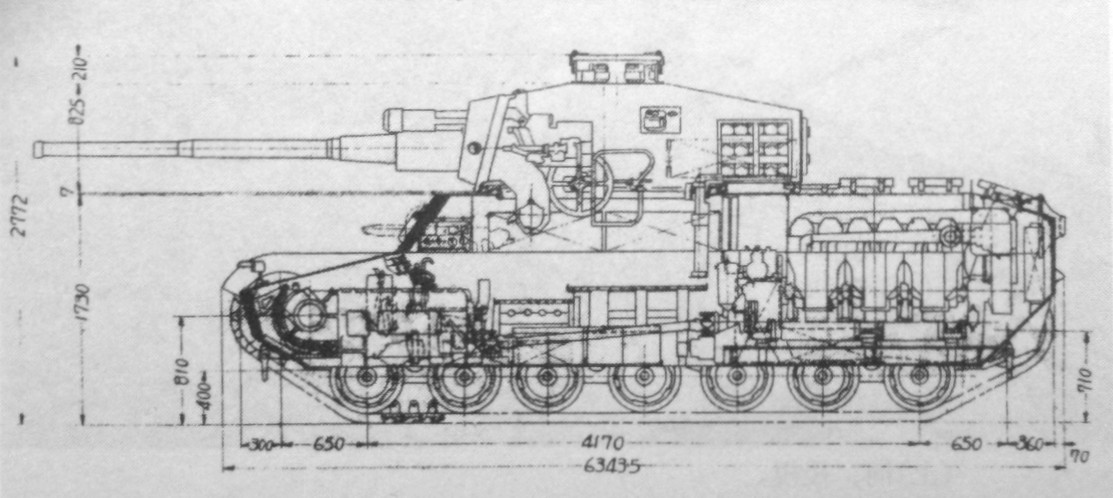
A Csi-To belső oldalnézete.

## Műszaki adatok

### Tulajdonságok
- Személyzet: 5 fő
- Hossz: 6,73 m
- Szélesség: 2,87 m
- Magasság: 2,87 m
- Hasmagasság: 0,42 m
- Tömeg: 30 tonna
- Legyártott mennyiség: 2 darab

### Fegyverzet
- Elsődleges fegyverzet: 75 mm-es L/56 5-ös típusú löveg
- Másodlagos fegyverzet: 2 darab 7,7 mm-es 97-es típusú géppuska
- Lőszer: 55 darab lőszer, 4035 darab géppuskalőszer

### Páncélzat
- Frontpáncél: 75 mm
- Oldalpáncél: 30 mm
- Hátsó páncélzat: 50 mm
- Torony eleje: 75 mm
- Torony oldala: 50 mm
- Torony hátulja: 50 mm
- Torony teteje: 12 mm

### Mozgékonyság
- Motor: 37 700 cm³-es, V12-es Mitsubishi 4-es típusú dízelmotor
- Teljesítmény: 400 lóerő
- Fajlagos teljesítmény: 13,3 lóerő/tonna
- Felfüggesztés: spirális
- Sebesség: 45 km/h
- Hatótávolság: 250 km

## Galéria

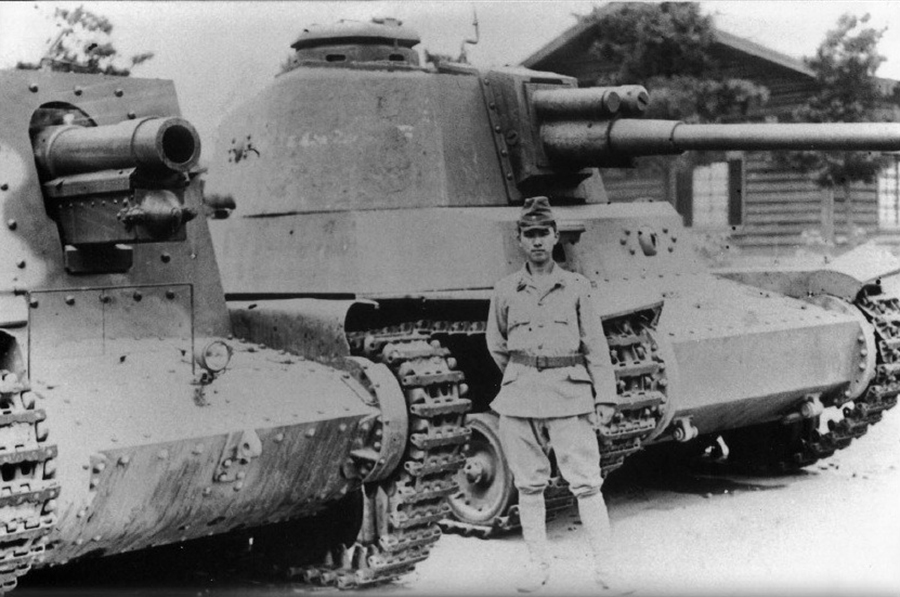
Elölnézet a 4-es típusú Ho-Ro SPG és a 4-es típusú Chi-To típusról
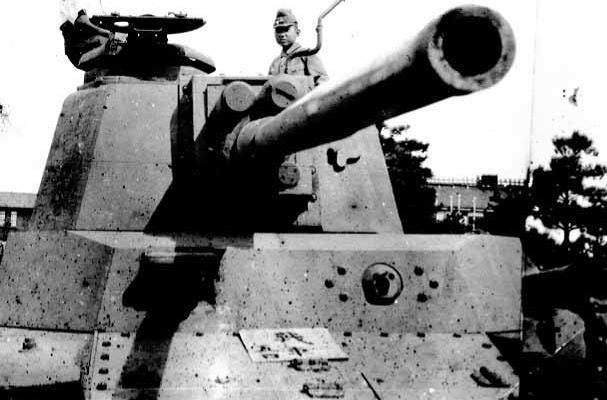
Elülső közelkép a 4-es típusú Chi-To-ról
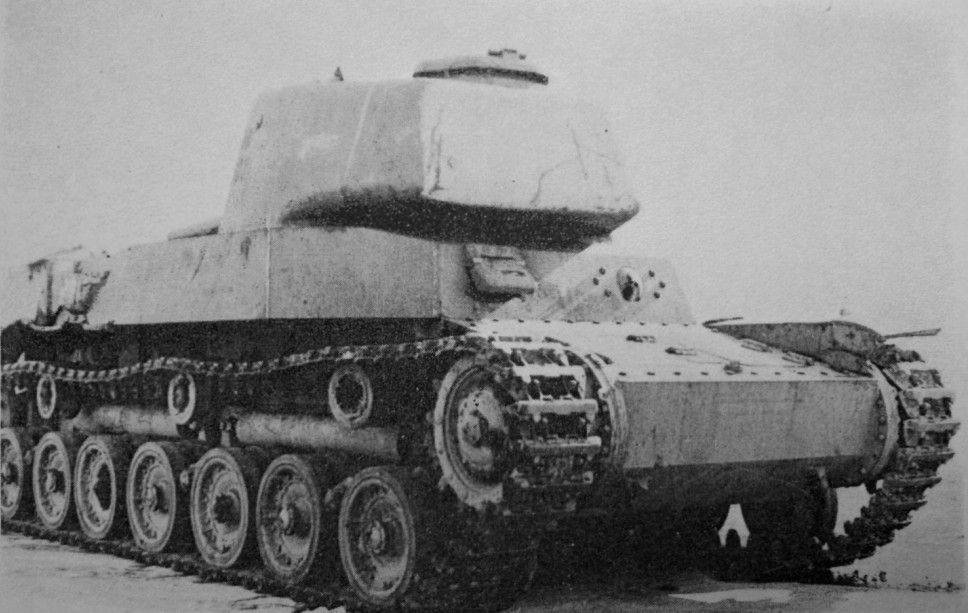
4-es típusú Csi-To
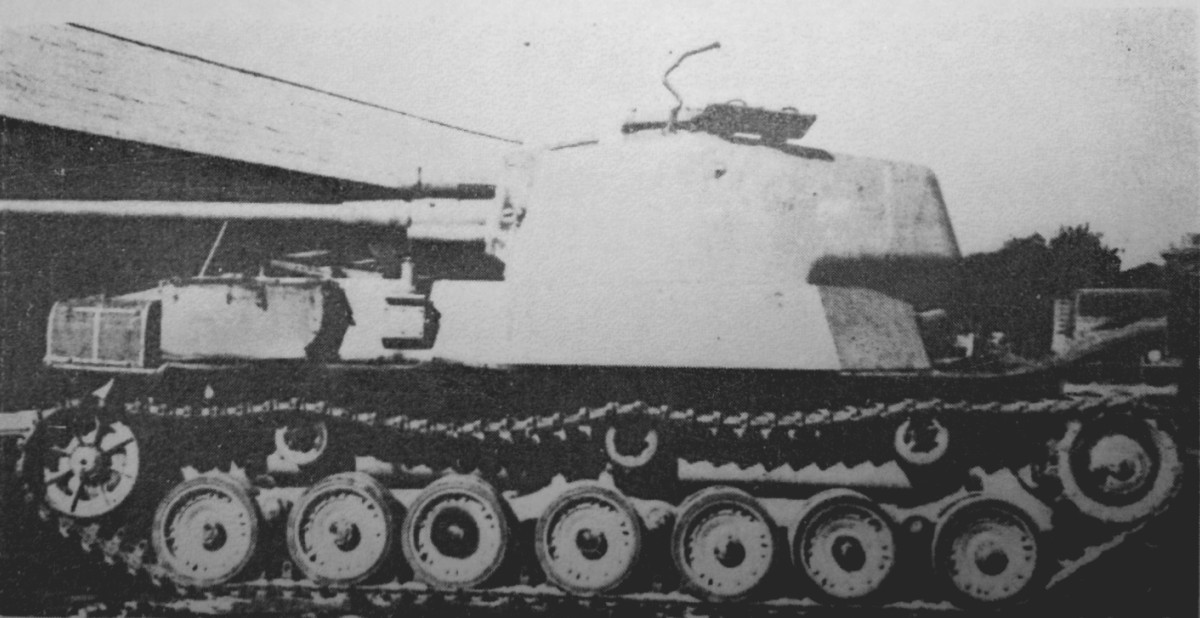
4-es típusú Csi-To oldalról

## Fordítás
- Ez a szócikk részben vagy egészben  a   Type_4_Chi-To című angol Wikipédia-szócikk fordításán alapul.  Az eredeti cikk szerkesztőit annak laptörténete sorolja fel. Ez a jelzés csupán a megfogalmazás eredetét és a szerzői jogokat jelzi, nem szolgál a cikkben szereplő információk forrásmegjelöléseként.